# Joe Bidens presidentskap
Joe Bidens presidentskap inleddes när Joe Biden tillträdde sitt ämbete som USA:s president den 20 januari 2021. Då blev han den 46:e presidenten, och Kamala Harris den 49:e vicepresidenten samt första kvinnan och andra mörkhyade personen efter Charles Curtis.
Bidens vinst i presidentvalet i USA 2020 blev formellt den 14 december av elektorskollegiet i amerikanska presidentval.

## Presidentvalet 2020
I april 2019 meddelade Biden att han skulle ställa upp i valet 2020, efter två misslyckande presidentkampanjer år 1988 och 2008.
Den 7 november, totalt fyra dagar efter valdagen, utlystes Biden som segrare över den sittande presidenten Donald Trump. Kort därefter inledde Trump en kampanj med olika stämningar mot valresultaten i de avgörande delstaterna Pennsylvania, Arizona, Georgia, Wisconsin, Nevada och Michigan, och framförde obefogade och motbevisade påståenden om valfusk.

## Joe Bidens kabinett
Som president utnämnde Joe Biden vilka som skulle sitta i USA:s federala regering, sedan krävde samtliga godkännande från USA:s senat. Rollen som vicepresident gav Biden Kamala Harris.